# آوو ماریا (فلوریدا)
آوو ماریا (به انگلیسی: Ave Maria) یک منطقهٔ مسکونی در ایالات متحده آمریکا است که در شهرستان کلیر، فلوریدا واقع شده‌است. آوو ماریا ۶ متر بالاتر از سطح دریا واقع شده‌است.